# Старокривецкое сельское поселение
Старокриве́цкое сельское поселение — упразднённое муниципальное образование в восточной части Новозыбковского района Брянской области. Административный центр — село Старый Кривец.
Образовано в результате проведения муниципальной реформы в 2005 году, путём слияния дореформенных Старокривецкого и Каташинского сельсоветов.
10 июня 2019 года вместе с другими сельскими поселениями Новозыбковского муниципального района было упразднено и объединено с городским округом г. Новозыбкова в новое единое муниципальное образование Новозыбковский городской округ.

## Население
| 2010 | 2011  | 2012  | 2013  | 2014  | 2015 | 2016 |
| ---- | ----- | ----- | ----- | ----- | ---- | ---- |
| 1128 | ↘1126 | ↘1069 | ↘1023 | ↘1004 | ↘987 | ↘977 |
| 2017 | 2018  | 2019  |       |       |      |      |
| ↘964 | ↘957  | ↗976  |       |       |      |      |

## Населённые пункты
- село Старый Кривец
- посёлок Дягель
- село Каташин
- посёлок Красный Гай
- посёлок Курганье
- деревня Малый Кривец
- посёлок Отрадное
- деревня Скоробогатая Слобода